# Luss
Luss (en gaélique écossais Lus, 'herbe') est un village du  Comté d'Argyll and Bute, en Écosse, sur la rive ouest du Loch Lomond. Le  village fait partie du parc national du Loch Lomond et des Trossachs.

## Géographie
Le Ben Lomond domine la vue au nord, au-delà du Loch Lomond, et les Luss Hills, à l'ouest du village.

## Histoire
Faisant historiquement partie du Comté de Dumbarton, le nom ancien de Luss était Clachan dhu, ou 'village sombre'. 
Saint Kessog, un missionnaire irlandais, a christianisé le village à l'époque médiévale. Quelques monuments de cette époque existent toujours dans le village, comme des pierres tombales du VIIe siècle et du XIe siècle, ou l'effigie d'un évêque, actuellement conservée dans l'église moderne, construite en 1875.

## Galerie photographique

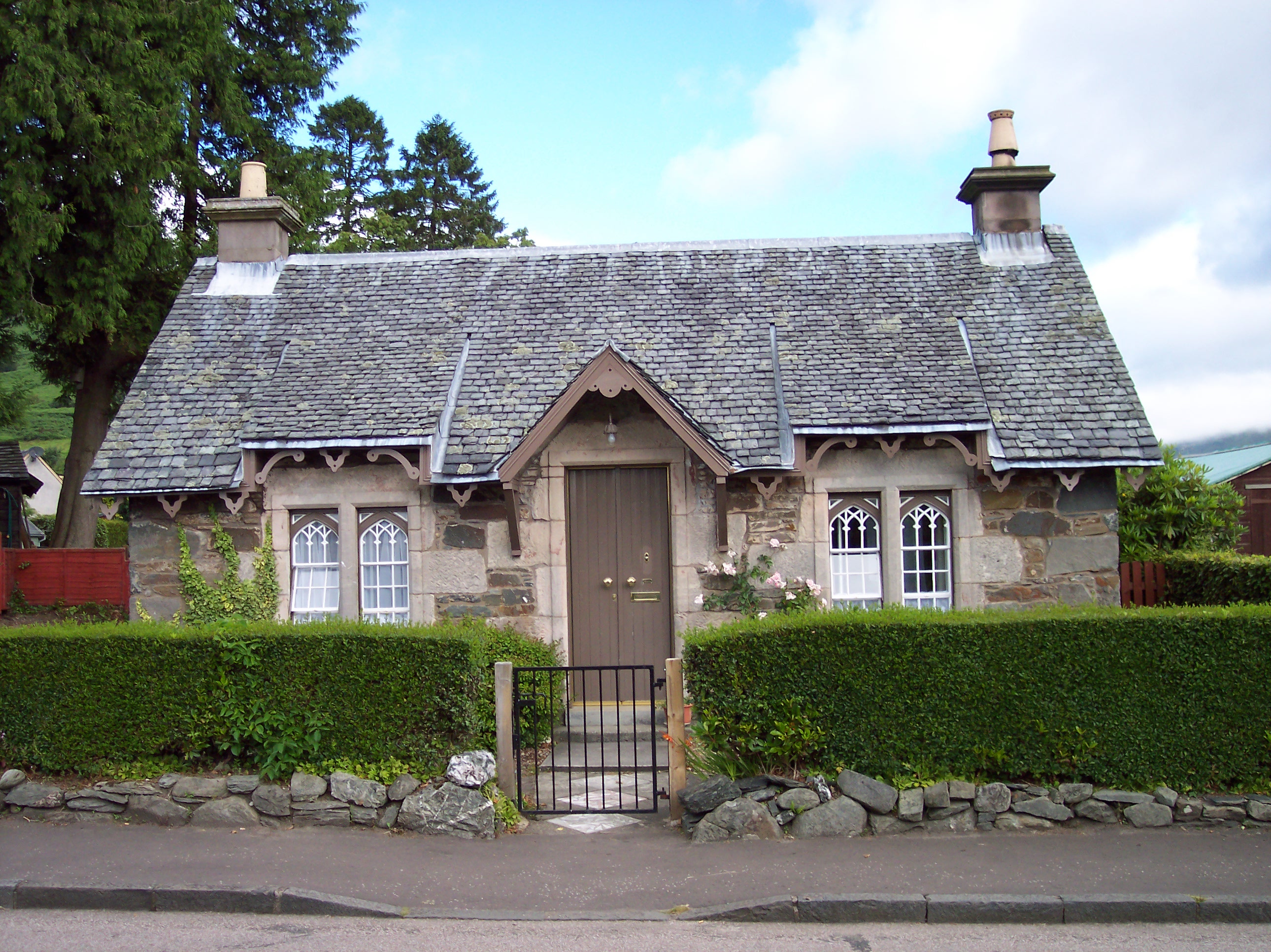
Maison typique du village de Luss
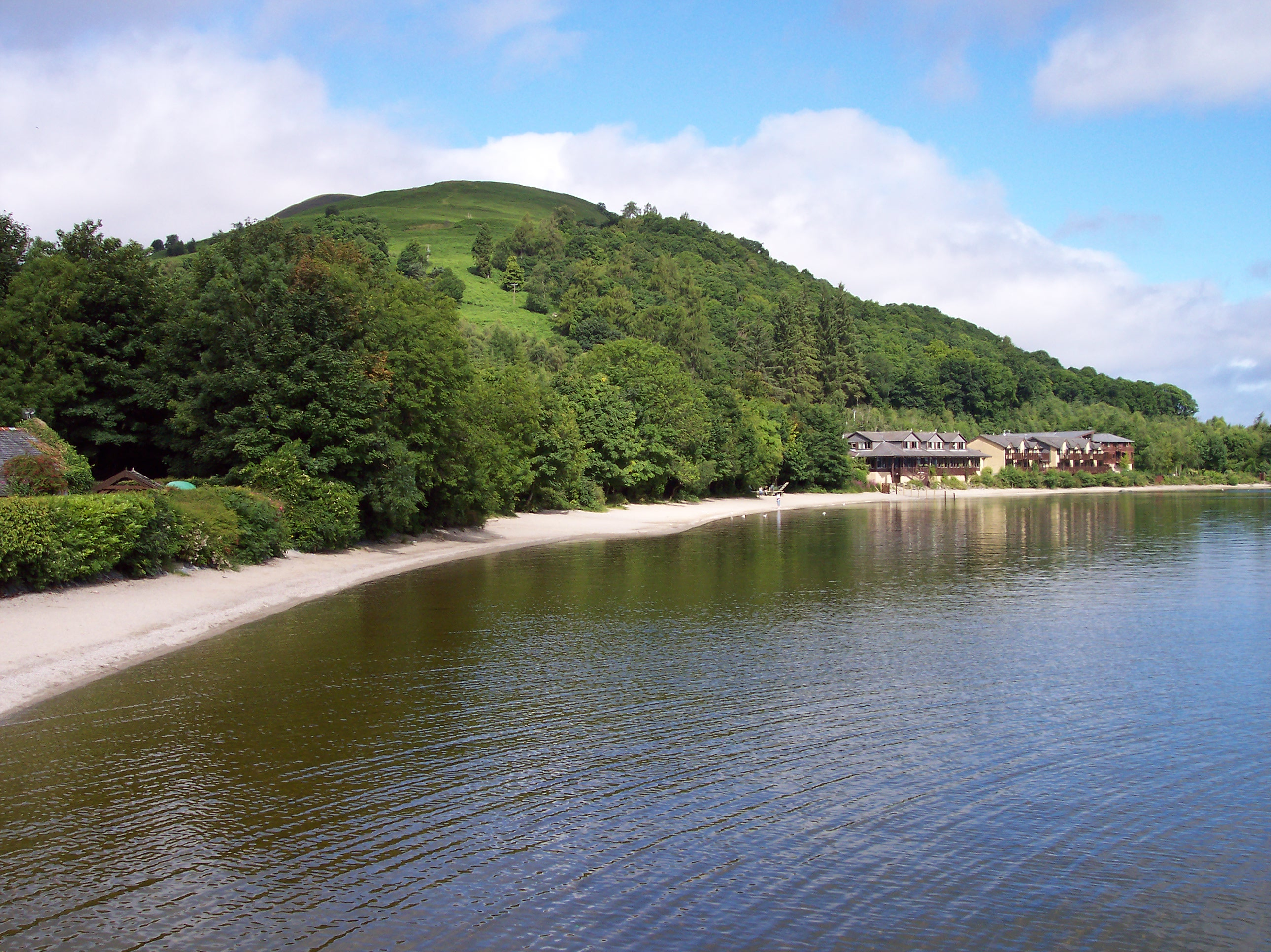
Les Luss Hills au bord du Loch Lomond
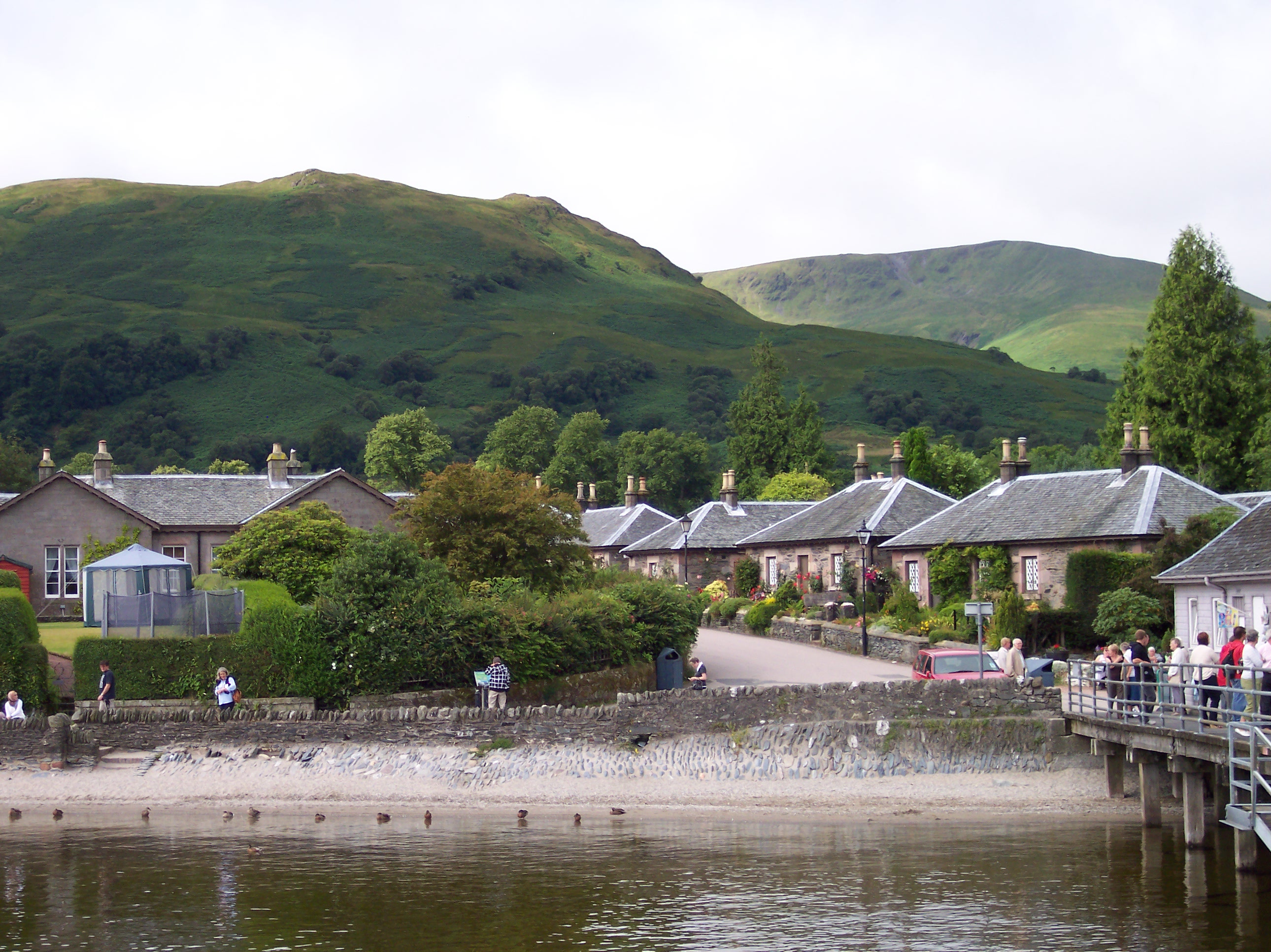
Vue sur Luss depuis le ponton
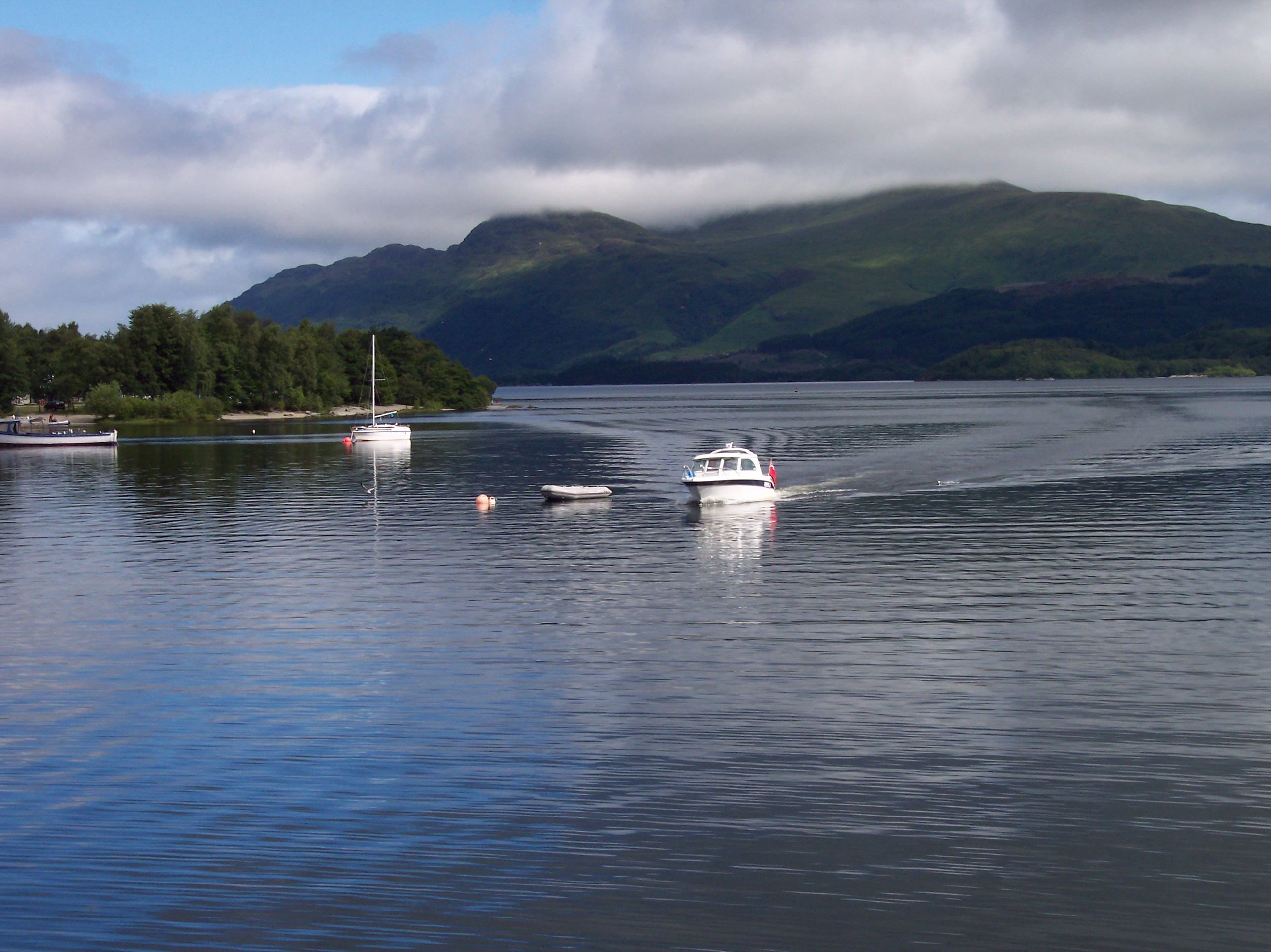
Vue de le Ben Lomond depuis Luss
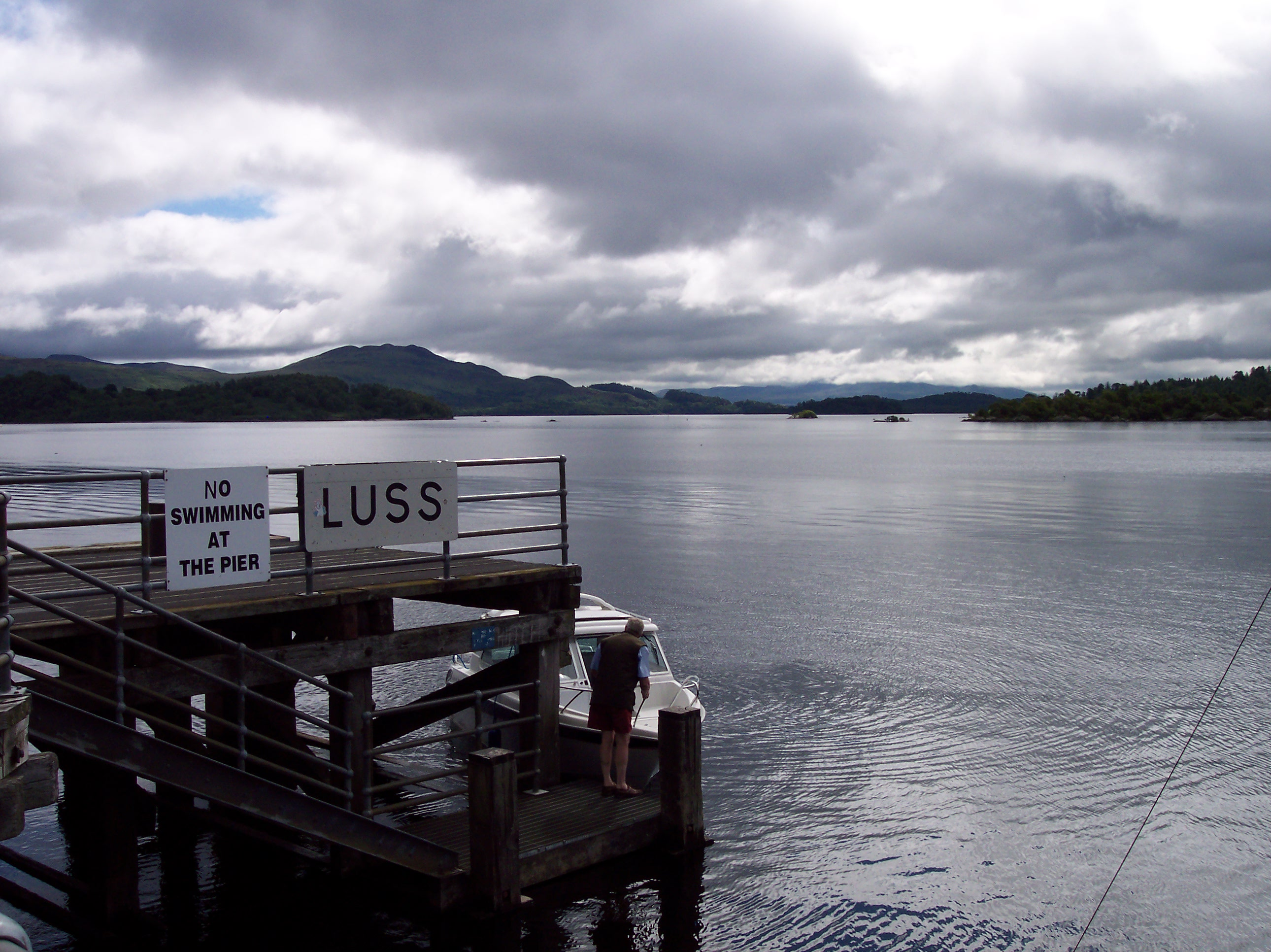
Ponton de Luss
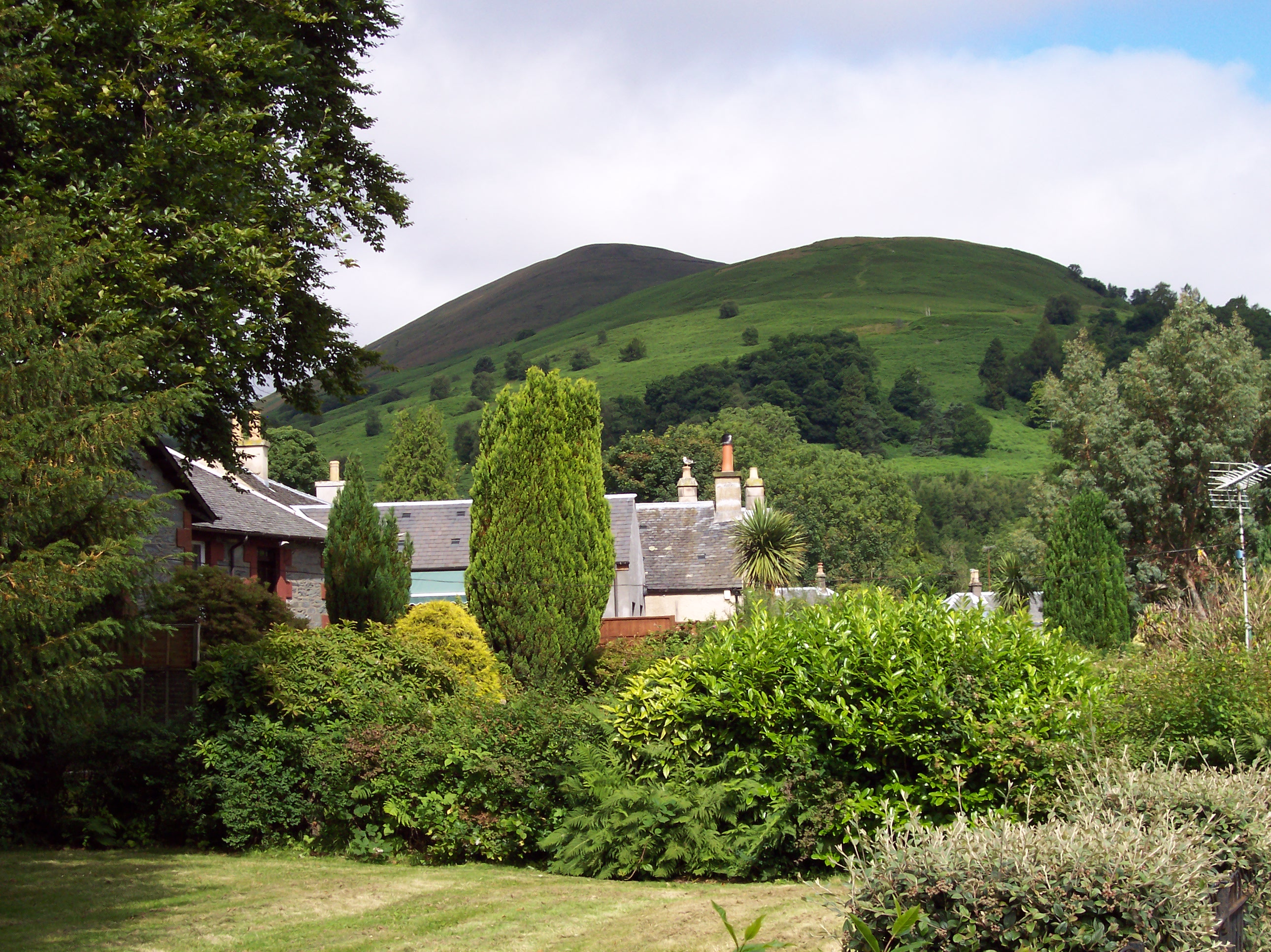
Les Luss Hills vues depuis Luss

## Source
- (en) Cet article est partiellement ou en totalité issu de l’article de Wikipédia en anglais intitulé « Luss » (voir la liste des auteurs).